# Buza (gmina w okręgu Kluż)
Buza – gmina w Rumunii, w okręgu Kluż. Obejmuje miejscowości Buza i Rotunda. W 2011 roku liczyła 1264 mieszkańców.